# Евора
Евора (порт. Évora) је значајан град у Португалији, смештен у њеном средишњем делу. Град је седиште истоименог округа Евора, где чини једну од општина.
Евора је значајна по сачуваном староримском наслеђу, које је данас под заштитом УНЕСКО-а као светска баштина.
Евора је средиште области Алентежо и најзначајнији град између Лисабона и шпанске границе.

## Географија
Град Евора се налази у средишњем делу Португалије. Од главног града Лисабона град је удаљен 130 километара источно, а од Портоа удаљен је 410 километара јужно.
Рељеф: Евора се развила у сушном подручју Алентежо. Град се налази у подручју ниске висоравни, на надморској висини од приближно 300 m.
Клима: Клима у Евори је изразита средоземна, са веома мало падавина.
Воде: Услед сушне климе водотоци у граду и околини су ретки и непостојани током летњих месеци.

## Историја
Подручје Еворе насељено још у време праисторије, када је ту било седиште важног племена Лузитанаца. Потом, у време старог Рима овде се образује градско насеље, иза кога је остало доста остатака. Оно је опстало и током тешког раздобља варварске владавине.
Евора је била под маварском владавином у раздобљу 711-1165. године, када је град повратио ранији значај. После тога град постаје део Португалије, а због значаја оно одмах добија градска права. Од 14. до 16. века град је стециште уметника и просвећеног света у Португалији, али касније, са порастом значаја прекоморске трговине и мора, град губи трку са приморским градовима. Тек у 20. веку, са јачањем сарадње са Шпанијом, град поново добија на значају и почиње се развијати у значајније обласно средиште.

## Становништво
По последњих проценама из 2008. г. општина Евора има око 55 хиљада становника, од чега око 41 хиљада живи на градском подручју. Сеоско подручје је веома ретко насељено (< 25 ст./км²).
Последњих деценија број становника у граду расте.

## Партнерски градови
- Шартр
- Ангра до Ероизмо
- Vidigueira Municipality
- Синес
- Суздаљ
- Island of Mozambique
- Тенсберг

## Галерија
- Поглед на Евору и околину
- Остаци Дијаниног храма у Евори
- Ренесансна фонтана
- Саборна црква Еворе